# Thyenula aurantiaca
Thyenula aurantiaca es una especie de araña saltarina del género Thyenula, familia Salticidae. Fue descrita científicamente por Eugène Simon en 1902.
Habita en Sudáfrica.